# Protocolo de investigación
Un protocolo de investigación describe los objetivos, diseño, metodología y consideraciones tomadas en cuenta para la implementación y organización de una investigación o experimento científico. Incluye el diseño de los procedimientos a ser utilizados para la observación, análisis e interpretación de los resultados. Además de las condiciones básicas para llevar a cabo la investigación descrita, un protocolo proporciona los antecedentes y motivos por los cuales tal investigación está siendo llevada a cabo y define los parámetros bajo los cuales se medirán sus resultados. Los protocolos de investigación suelen ser utilizados en el campo de las ciencias naturales, tales como la física, química, biología o la medicina, aunque también pueden ser utilizados en otros ámbitos experimentales y en las ciencias sociales.

## Finalidad
La documentación que proporciona permite demostrar que la investigación científica  en sí cumple con los requisitos para ser considerada científica. Por ejemplo, muestran que se han cumplido los procesos de control de calidad necesarios para que la investigación sea válida en su ámbito de estudio. 
Los protocolos de investigación permiten a terceros entender las condiciones experimentales en que determinada investigación ha sido ejecutada y, en caso de considerarlo necesario, verificarla mediante una repetición de los procesos. De esta manera, facilitan la revisión por pares de la investigación descrita.

## Clasificación de protocolos de investigación
En el ámbito de la investigación, existen múltiples enfoques para diseñar protocolos de investigación, y la elección de uno en particular depende en gran medida de la disciplina de estudio, la metodología empleada y los objetivos de investigación.
Una clasificación común se basa en la metodología de investigación utilizada. A continuación, se presenta una breve descripción de los tipos de protocolos más frecuentes:
1. Protocolo Cuantitativo: Este tipo de protocolo se selecciona cuando la investigación se centra en la recopilación y análisis de datos numéricos (investigación cuantitativa). Su enfoque se orienta a la medición objetiva de variables y a la búsqueda de relaciones cuantitativas entre ellas.
2. Protocolo Cualitativo: Los protocolos cualitativos se aplican cuando la investigación se enfoca en la comprensión de fenómenos, la exploración de percepciones o el análisis del significado de eventos (investigación cualitativa). En este caso, la recopilación de datos se lleva a cabo mediante métodos cualitativos como entrevistas, observaciones o análisis de contenido.
3. Protocolo Mixto: En algunas investigaciones, se requiere un enfoque combinado que emplea tanto métodos cuantitativos como cualitativos, lo que conlleva la utilización de un protocolo mixto. Esto permite obtener una comprensión más profunda y completa del fenómeno estudiado al recopilar datos cuantitativos y cualitativos de manera simultánea.

## Esquema básico de un protocolo de investigación
Un protocolo de investigación se compone de las siguientes partes:
- Título y resumen de la investigación (donde se delimita cuáles son las preguntas a ser contestadas y la hipótesis propuesta).
- Planteamiento del problema o justificación.
- Objetivos finales y aplicabilidad de los resultados.
- Fundamental teórico.
- Objetivos de la investigación (generales y específicos).
- Marco teórico
- Metodología empleada.
- Plan de análisis de los resultados (métodos y modelos de análisis de datos según tipo de variables).
- Bibliografía.
- Cronograma de actividades.
- Presupuesto y fuentes de financiamiento.
- Anexos (se sugiere expandir alguno de los campos anteriores para un mejor resultado).